# Jan Hoffmann
Jan Hoffmann (Dresden, 26 de outubro de 1955) é um ex-patinador artístico e atualmente treinador alemão. Ele conquistou duas medalhas de prata olímpica em 1980 e 1984, e conquistou sete medalhas em campeonatos mundiais.

## Principais resultados
| Resultados                                            | Resultados    | Resultados       | Resultados       | Resultados      | Resultados      | Resultados        | Resultados      | Resultados        | Resultados       | Resultados       | Resultados        | Resultados        | Resultados      |
| Internacional                                         | Internacional | Internacional    | Internacional    | Internacional   | Internacional   | Internacional     | Internacional   | Internacional     | Internacional    | Internacional    | Internacional     | Internacional     | Internacional   |
| Evento/Temporada                                      | 1967– 1968    | 1968– 1969       | 1969– 1970       | 1970– 1971      | 1971– 1972      | 1972– 1973        | 1973– 1974      |                   | 1975– 1976       | 1976– 1977       | 1977– 1978        | 1978– 1979        | 1979– 1980      |
| ----------------------------------------------------- | ------------- | ---------------- | ---------------- | --------------- | --------------- | ----------------- | --------------- | ----------------- | ---------------- | ---------------- | ----------------- | ----------------- | --------------- |
| Jogos Olímpicos                                       | 26.º          |                  |                  |                 | 6.º             |                   |                 | 4.º               |                  |                  |                   | Medalha de prata  |                 |
| Campeonato Mundial                                    |               |                  | 10.º             | 4.º             | 6.º             | Medalha de bronze | Medalha de ouro | Medalha de bronze | Medalha de prata | Medalha de prata | Medalha de bronze | Medalha de ouro   |                 |
| Campeonato Europeu                                    | 21.º          | 19.º             | 9.º              | 4.º             |                 | Medalha de bronze | Medalha de ouro | Medalha de bronze | Medalha de ouro  | Medalha de ouro  | Medalha de ouro   | Medalha de prata  |                 |
| Skate America                                         |               |                  |                  |                 |                 |                   |                 |                   |                  |                  |                   | Medalha de bronze |                 |
| Prize of Moscow News                                  |               |                  | 4.º              |                 |                 |                   |                 |                   |                  |                  |                   |                   |                 |
| Nacional                                              |               |                  |                  |                 |                 |                   |                 |                   |                  |                  |                   |                   |                 |
| Campeonato Alemão Oriental                            |               | Medalha de prata | Medalha de prata | Medalha de ouro | Medalha de ouro | Medalha de ouro   | Medalha de ouro |                   | Medalha de ouro  | Medalha de ouro  | Medalha de ouro   | Medalha de ouro   | Medalha de ouro |
|                                                       |               |                  |                  |                 |                 |                   |                 |                   |                  |                  |                   |                   |                 |
| Legenda: Competição não foi disputada nesta temporada |               |                  |                  |                 |                 |                   |                 |                   |                  |                  |                   |                   |                 |